# Serradigitus littoralis
Espèce
Synonymes
- Vaejovis littoralis Williams, 1980

Serradigitus littoralis est une espèce de scorpions de la famille des Vaejovidae.

## Distribution
Cette espèce est endémique du Mexique. Elle se rencontre en Basse-Californie du Sud et en Basse-Californie.

## Description
La femelle holotype mesure 30,0 mm.

## Systématique et taxinomie
Cette espèce a été décrite sous le protonyme Vaejovis littoralis par Williams en 1980. Elle est placée dans le genre Serradigitus par Williams et Berke en 1986.

## Publication originale
- Williams, 1980 : « Scorpions of Baja California, Mexico, and adjacent islands. » Occasional Papers California Academy of Sciences, no 135, p. 1-127 (texte intégral).